# Silvestriola cincta
Silvestriola cincta är en tvåvingeart som först beskrevs av Ephraim Porter Felt 1907.  Silvestriola cincta ingår i släktet Silvestriola och familjen gallmyggor.
Artens utbredningsområde är New York. Inga underarter finns listade i Catalogue of Life.